# William Jackson Palmer
William Jackson Palmer (18 de septiembre de 1836 - 13 de marzo de 1909) fue un ingeniero civil, militar, industrial y filántropo estadounidense. Durante la Guerra Civil Americana, fue ascendido a general de brigada de Brevet y fue galardonado con la Medalla de Honor. Como empresario, promovió las conexiones con ferrocarriles de vía estrecha desde Colorado hacia Utah y hasta la Ciudad de México, y fundó la ciudad de Colorado Springs, a la que dotó de numerosos parques públicos.

## Semblanza general
La primera carrera de Palmer, que ayudó a construir y desarrollar los ferrocarriles en expansión de los Estados Unidos en Pensilvania, fue interrumpida por la guerra civil estadounidense. Sirvió como coronel de caballería del ejército de la Unión y fue designado para el grado brevet de general de brigada. Después de la guerra, contribuyó financieramente a los esfuerzos educativos dirigidos a los ex esclavos liberados del sur. 
Desplazado hacia el oeste en 1867, mientras participaba en la construcción del Ferrocarril Kansas Pacífic, conoció a un joven médico inglés, el Dr. William Abraham Bell, quien se convirtió en su amigo y socio en la mayoría de sus negocios, en los que generalmente Palmer era presidente, con Bell como vicepresidente. Ambos son conocidos como cofundadores del Ferrocarril del Oeste de Denver y Río Grande (Río Grande). El Río Grande y sus sucesores eventualmente operaron la red más grande de ferrocarril de vía estrecha en los Estados Unidos, y finalmente se convirtieron en parte del Ferrocarril Union Pacific del siglo XXI. 
Palmer y Bell son notables por ayudar a introducir en los Estados Unidos las prácticas de quemar carbón (en lugar de madera) y el uso de ferrocarriles de vía estrecha. Ayudó a desarrollar industrias relacionadas con el ferrocarril en Colorado, como una gran acería cerca de Pueblo. Fundó la ciudad de Colorado Springs, en 1871, así como varias otras comunidades. Palmer se estableció en Colorado Springs, donde continuó sus esfuerzos filantrópicos financiando instituciones educativas de educación superior y ayudando a fundar un hospital para la tuberculosis. Las escuelas públicas en Colorado Springs llevan tanto su nombre como el de su esposa, Mary (Mellen) Palmer, conocida por su apodo de "Queen" (Reina). También existe una estatua de Palmer en el centro de Colorado Springs, frente a la escuela nombrada en su honor. 

## Primeros años
William Jackson Palmer nació en una familia cuáquera de la secta Hicksite cerca de Leipsic, condado de Kent, Delaware, en Kinsdale Farm en 1836. : 13  Sus padres eran John y Matilda (Jackson) Palmer. : 8  Cuando tenía cinco años, su familia se mudó a Germantown en Filadelfia, Pensilvania, donde asistió a distintas escuelas : 13 

## Ferrocarriles de Pensilvania
En 1851, Palmer fue a trabajar en el oeste de Pensilvania para el departamento de ingeniería del Ferrocarril de Hempfield como empleado. Dos años después, a los 17 años, trabajó con el ingeniero jefe Charles Ellet, Jr. como asistente con las miras de topografía. Palmer se convirtió en el encargado de manejar el instrumento de tránsito (para determinar la posición del sur astronómicamente) al servicio de Hempfield en 1854. : 8 
Frank H. Jackson, presidente de la Westmoreland Coal Company y tío de Palmer, lo alentó a ir a Inglaterra para estudiar la minería del carbón y los ferrocarriles. : 33, 372  Palmer estaba particularmente interesado en operar motores de ferrocarril con carbón de antracita. Se fue en el verano de 1855 por un período de seis meses y escribió artículos para Miner's Journal of Pottsville (Pensilvania) para financiarse el viaje al extranjero. También pidió dinero prestado a su tío. : 33, 372  Mientras estaba en Inglaterra, se reunió con notables ingenieros ferroviarios, como Isambard Kingdom Brunel y Robert Stephenson, y visitó ferrocarriles, molinos y minas de carbón. : 372 
Palmer fue a trabajar en 1856 para la Westmoreland Coal Company como secretario y tesorero. : 8  Al año siguiente, trabajó en el Ferrocarril de Pensilvania y se convirtió en secretario privado del presidente John Edgar Thomson, : 8  un exitoso empresario cuáquero, : 372  en un momento en que Andrew Carnegie era su compañero y secretario de un vicepresidente de la empresa. Palmer escribió, Informes de experimentos con locomotoras de carbón y aprendió de Thomson cuestiones sobre el funcionamiento de un ferrocarril. : 372  Comenzó una evaluación de la conversión de motores para funcionar con carbón, que era más abundante, en lugar de madera. Sus hallazgos fueron clave para cambiar el tipo de combustible utilizado para hacer funcionar las locomotoras del país. : 113–114  En el Ferrocarril de Pensilvania, comenzó una relación con Thomas A. Scott, quien se convertiría en Subsecretario de Guerra a cargo del transporte militar durante la Guerra Civil. : 114 

## Servicio durante la Guerra Civil

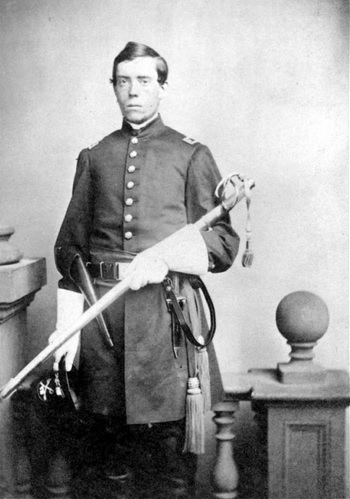
William Jackson Palmer, Guerra Civil Americana, 1861. Broadbent & Company, Filadelfia. Cortesía del Centro de Historia Local Starsmore, Colorado Springs, Colorado

Cuando comenzó la guerra civil estadounidense en 1861, aunque su educación cuáquera hizo que Palmer aborreciera la violencia, su apasionado abolicionismo le obligó a cumplir con los dictados de su conciencia para alistarse en los voluntarios de Pensilvania, y asumiendo su cometido en el Ejército de la Unión. : 27–28  Organizó la Tropa Anderson, una compañía independiente de caballería de Pensilvania, en el otoño de 1861 : 8  y fue elegido su capitán. : 46–47  Esta formación se había creado para ser la guardia personal del general de brigada Robert Anderson, pero en su lugar sirvió como la caballería del cuartel general para el general Don Carlos Buell, al mando del Ejército de Ohio. Impresionado con los "exploradores de élite" que Palmer había reunido, Buell ordenó que el propio Palmer y doce de sus hombres regresaran a Pensilvania para reclutar más soldados con el fin de formar un batallón alrededor de la Tropa Anderson, que se conocería como el "Primero de Caballería Anderson".
Sin embargo, en diez días de reclutamiento, Palmer recibió suficientes solicitudes de alistamiento como para formar un regimiento, autorizado como el 15 de Caballería de Pensilvania. Palmer fue nombrado coronel del regimiento. : 8  : 47  Antes de que pudiera organizar el regimiento en el campamento de Alabama en Carlisle (Pensilvania), recibió la orden el 9 de septiembre de ayudar al Ejército del Potomac a resistir la invasión de los confederados en Maryland. Durante casi una semana, Palmer, acompañado por un telegrafista, buscó personalmente información vestido con ropa de civil sobre los movimientos del general Lee todas las noches, y transmitió sus hallazgos al general George B. McClellan a través de las conexiones telegráficas. 
Dos días después de la batalla de Antietam, Palmer fue capturado mientras intentaba descubrir la posición de McClellan, cuando buscaba información sobre cualquier preparación del ejército de Lee para cruzar el río Potomac de regreso a Virginia. Estaba en el lado confederado del río, nuevamente vestido con ropa de civil y acompañado por un herrero local y un párroco como sus guías, tratando de volver al lado de la Unión después de la medianoche, cuando fue capturado por los artilleros confederados enviados para proteger la represa que Palmer había utilizado para cruzar. Cuando se le preguntó, dio su nombre como "W. J. Peters" y afirmó ser ingeniero en un viaje de inspección. Fue interrogado por el general William N. Pendleton, quien pensó que era un espía. Fue detenido y enviado a Richmond, Virginia, con una nota de Pendleton que fue ignorada.
Palmer fue encarcelado en la famosa prisión de Castle Thunder en Tobacco Row, Richmond, donde nunca se descubrió su verdadera identidad. Aparentemente, las dudas sobre su identidad se vieron reforzadas por la publicación de un despacho ficticio en los periódicos de Filadelfia donde se decía que Palmer estaba en Washington D. C. después de explorar en Virginia. Cuando fue liberado después de cuatro meses de encierro, descubrió que su guía, el reverendo J. J. Stine, había escapado, pero fue arrestado por las autoridades de la Unión, siendo acusado de traicionarlo al enemigo. Para evitar arriesgar la vida de Palmer por la publicación de las circunstancias en la prensa del Norte, Stine permaneció encarcelado en Fort Delaware hasta que la solicitud personal de Palmer al Secretario de Guerra Edwin Stanton permitió la liberación del reverendo. 
Palmer fue liberado en un intercambio de prisioneros por un destacado ciudadano de Richmond. Se recuperó en dos semanas y se reincorporó a su regimiento en febrero de 1863. Durante su período de encarcelamiento, el regimiento se había amotinado por no haberse designado oficiales y no haberse satisfecho otros incentivos de alistamiento. 212 soldados se enfrentaron a una corte marcial y a la posibilidad de presentarse ante un pelotón de fusilamiento por negarse a luchar en la batalla del Río Stone. Palmer reorganizó el regimiento, nombró personalmente a oficiales en cuyas habilidades confiaba mucho, y retiró los cargos contra los soldados confinados con la condición de que se comportaran adecuadamente en el futuro. El grupo de hombres hasta entonces considerablemente desmoralizados, se unió y se distinguió durante la Campaña de Tullahoma de 1863, la Batalla de Chickamauga, la captura del general de brigada de caballería de asalto Robert B. Vance, la captura de 28 vagones de un tren de alimentos en enero de 1864, y la Campaña de Franklin-Nashville.
En Chickamauga, el regimiento de Palmer fue destacado como guardia del cuartel general del Ejército de Cumberland con muchos soldados repartidos en los diversos cuerpos como mensajeros y exploradores. Cuando Longstreet atacó inesperadamente a las tropas de la Unión cerca del cuartel de Rosecrans, Palmer reunió a todos los hombres de su regimiento disponibles y se preparó para contraatacar con una carga sable en mano. Sin embargo, el flanco derecho de la Unión se disolvió, y después de intentar reunir a la infantería en desbandada, su regimiento cruzó el campo de batalla organizadamente bajo el fuego de artillería confederado para proteger la artillería de la Unión. Durante la retirada del ejército a Chattanooga, el 15 de Pensilvania proporcionó escolta para el tren de suministros del ejército. Aguien que no se impresionaba fácilmente, el mayor general George H. Thomas (la "Roca de Chickamauga") recomendó que Palmer recibiera una estrella de brigadier por su éxito al convertir a un grupo de hombres altamente desmoralizado en un grupo efectivo de soldados.
Palmer se empleó a fondo en la persecución del general confederado John Bell Hood después de la batalla de Nashville en 1864. El 9 de marzo de 1865, el presidente Abraham Lincoln designó a Palmer para su nombramiento con el grado de brevet general de brigada de voluntarios a la edad de 28 años, y el Senado de los EE. UU. confirmó el nombramiento el 10 de marzo de 1865. : 754  El 16 de marzo se le ascendió a comandante de la 1.ª Brigada de la División de Caballería, Distrito del Este de Tennessee, que constaba de los Regimientos de Caballería 15 de Pensilvania, 10 de Míchigan y 12 de Ohio. Un mes más tarde asumió el mando de la división después de que el general Alvan C. Gillem fuera ascendido al mando del Distrito del Este de Tennessee. Palmer estuvo a la vanguardia de la incursión de Stoneman (el General de las Tropas de la Union George Stoneman) en Virginia y Carolina del Norte en los últimos dos meses de la Guerra Civil. En Martinsville, Virginia, el 8 de abril de 1865, la caballería de Palmer derrotó a una fuerza confederada de caballería comandada por el coronel James Wheeler, primo del comandante de caballería confederada Fighting Joe Wheeler. Si Palmer hubiera seguido hacia Danville, a solo 20 millas al norte, bien podría haber capturado a Jefferson Davis, que en ese momento todavía no había salido de la última capital de la Confederación (Davis se fue al día siguiente, al recibir noticias de la rendición de Lee). Esta fue una campaña poco conocida inmortalizada en la épica canción del grupo The Band, titulada "The Night They Drove Old Dixie Down ". 
Palmer ordenó la persecución de la caballería de Jefferson Davis tras la rendición del general Joseph E. Johnston. Davis fue perseguido por Carolina del Norte, Carolina del Sur y Georgia y conducido a manos del general James H. Wilson. : 9899  : 58  Durante la persecución, el antiguo comando de Palmer alcanzó y capturó cerca de Covington, Georgia, vagones que transportaban millones de dólares en especies, bonos, valores, pagarés y otros activos confederados que se habían mantenido en el Banco de Macon (Georgia). : 48  Palmer salió del Ejército de la Unión el 21 de junio de 1865. : 415 
El general George Henry Thomas escribió sobre Palmer: 

No hay ningún oficial en el servicio regular o voluntario que haya desempeñado las tareas que le han sido transferidas con más inteligencia, celo o energía que el general Palmer, cuyo uniforme distinguido por el éxito durante la guerra coloca su reputación más allá de la controversia.: 9899 

El 24 de febrero de 1894, Palmer recibió la Medalla de Honor por sus acciones como coronel al frente del 15 de Caballería de Pensilvania en Red Hill (Alabama), el 14 de enero de 1865, donde "con menos de 200 hombres [atacó] y derrotó a una fuerza superior del enemigo, capturaron su pieza de campo y unos 100 prisioneros sin perder a un hombre". : 415  Seis ex oficiales del 15 de Caballería de Pensilvania lo habían nominado en octubre anterior para recibir el honor, pero por los esfuerzos de exploración infiltrado con ropa de civil durante la Campaña de Antietam que produjo su captura. El Departamento de Guerra rechazó esa nominación sobre la base de que los actos, aunque valientes, no se habían realizado en un campo de batalla. Más adelante presentaron una nueva nominación para la acción en Red Hill, que sí fue aprobada. : 48–50 

## Ferrocarriles occidentales

### Ferrocarril Kansas Pacific

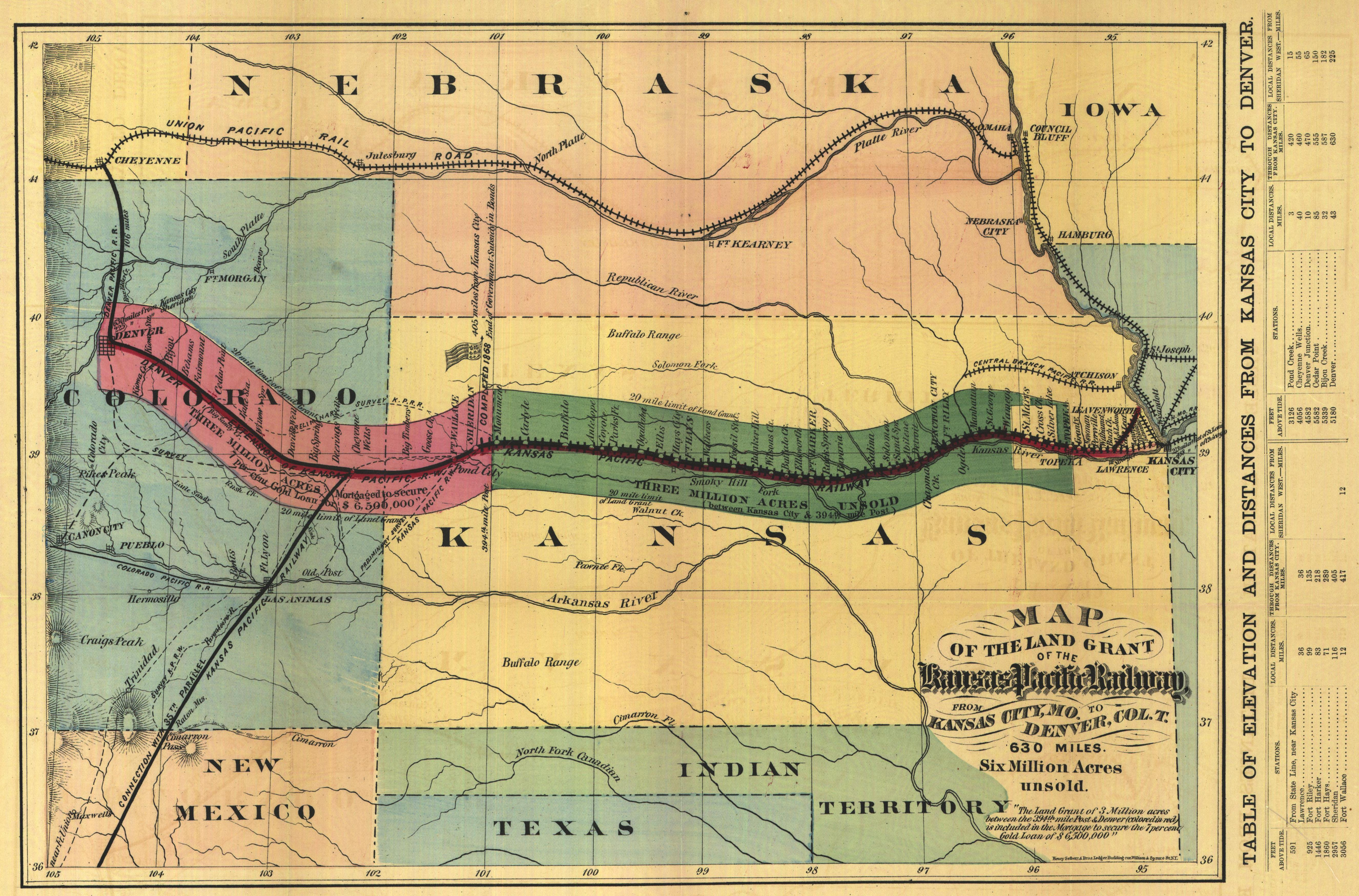
La línea principal de Kansas Pacific se muestra en un mapa de 1869. La parte engrosada a lo largo de la línea indica el alcance de las concesiones de tierras disponibles para los colonos. En el momento del mapa, la línea se extendía solo hasta el oeste de Kansas (sección en verde). La extensión al Territorio de Colorado (sección en rojo) se completó el año siguiente.

Después de la guerra, Palmer reanudó la carrera ferroviaria que había comenzado antes del conflicto. En 1867, un Palmer de 30 años muy optimista y ansioso, y su asistente principal Edward Hibberd Johnson, de 21 años, se dirigieron al oeste desde su ciudad natal de Filadelfia, Pensilvania. Palmer trabajó en el Ferrocarril Kansas Pacific primero como secretario y tesorero : 8  y luego como director gerente responsable de extender el servicio a través del centro sur de Colorado. Con el ingeniero jefe del Kansas Pacific, el coronel William Henry Greenwood, organizó una expedición topográfica que recomendó en 1868 que la ruta a la costa se desviara en Ellsworth, Kansas a Pueblo, Colorado y a través de la Garganta Real hasta el Valle de San Luis, donde giraría hacia el sur, hacia Santa Fe, Nuevo México. La ruta fue rechazada por la junta directiva del Kansas Pacific a favor de una línea a través de Denver, que se completó en 1870. : 8 

### Ferrocarril de Denver y Río Grande
Mientras estaba en el territorio de Colorado, Palmer fue a Colorado City (ahora Old Colorado City) para considerar una ruta de norte a sur desde Denver para su propio ferrocarril. : 116  Palmer tuvo la visión de construir un ferrocarril al sur de Denver a través de Nuevo México y El Paso a la Ciudad de México. Fundó —(con Greenwood, el coronel D.C. Dodge, el gobernador Alexander Cameron Hunt, Charles B. Lambord y otros), el Ferrocarril de Denver y Río Grande en 1870, resultando elegido presidente. : 9900  : 8 
La primera sección incluyó las primeras vías de 3 pies (914 mm) de un ferrocarril de vía estrecha en el oeste. La línea salía desde al sur de Denver y cruzaba la divisoria Palmer, que separa las cuencas del río Platte y del río Arkansas, : 9900  y hacia Colorado Springs en 1871. La línea llegó a Pueblo en 1872, y más al sur, a los campos de carbón situados más allá de Trinidad en 1873. El ferrocarril tenía servicio a lo largo del cañón del río Arkansas a otras minas de carbón, a la ciudad minera de metales de Leadville y a las minas de hierro en el Condado de Saguache, Colorado. Palmer renunció como presidente en 1883 para dedicar una mayor atención al desarrollo de la línea mexicana. : 9900 

### Ferrocarril Oeste de Río Grande
Palmer fue presidente del Ferrocarril Oeste de Río Grande desde 1881 : 8  o 1883 a 1901. Construyó líneas desde la terminal del Ferrocarril Oeste de Denver y Río Grande en Grand Junction hasta las ciudades de Ogden y Salt Lake City en Utah, habilitando un servicio directo de Denver a Utah a través de un ferrocarril de vía estrecha. : 9900 

### Ferrocarril Nacional Mexicano
En la primavera de 1880, Palmer fue nombrado presidente del Ferrocarril Nacional de México. Contrató a Greenwood nuevamente como ingeniero jefe en mayo, pero fue asesinado durante un robo cuando realizaba trabajos de topografía cerca de la Ciudad de México el 29 de agosto. La mayor parte de la línea se completó en 1883, : 8  y el ferrocarril llegó a Ciudad de México.

## Colorado Springs y Manitou Springs

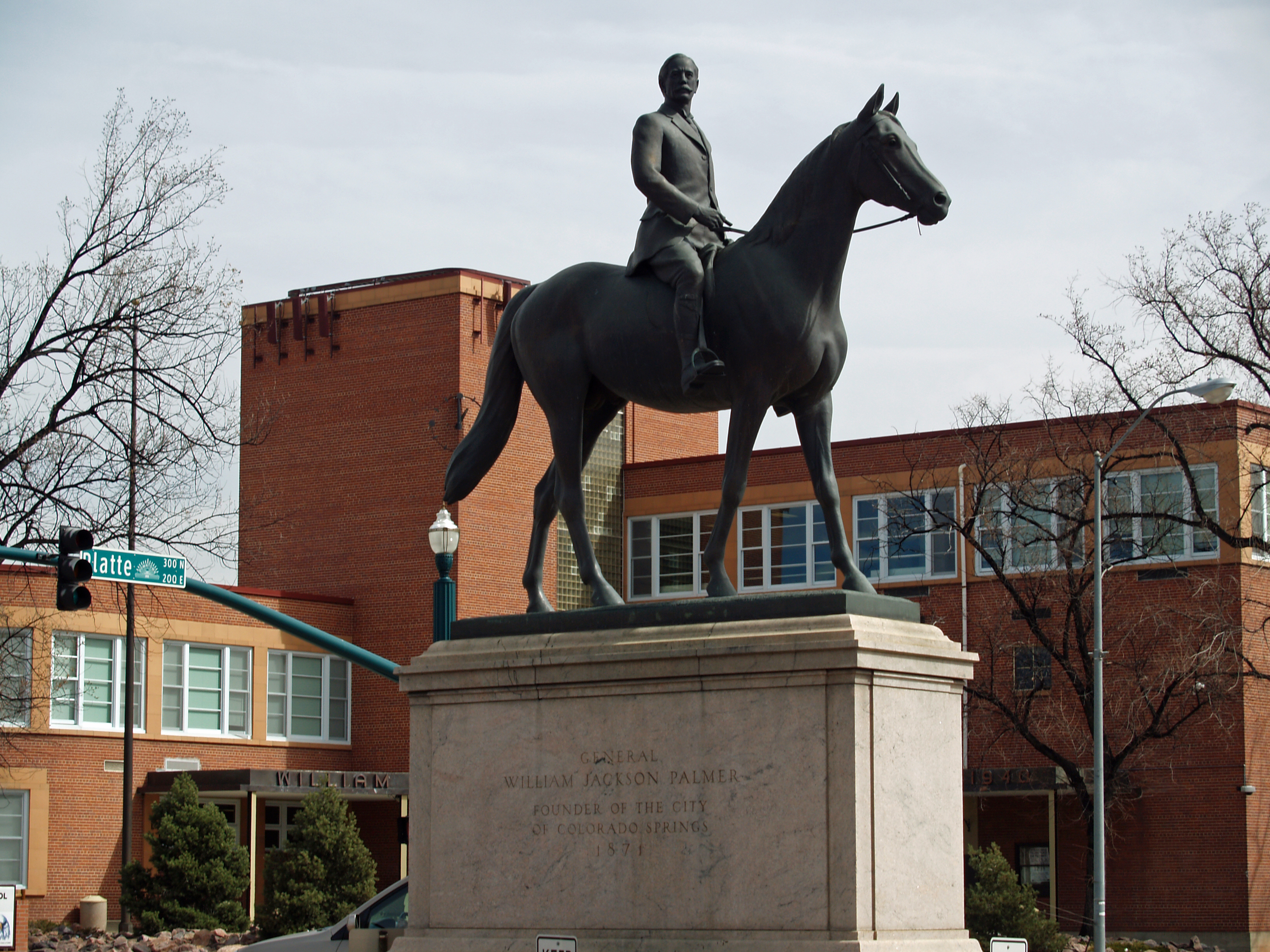
Estatua del general William Jackson Palmer, 1929, intersección de las avenidas Platte y Nevada, Colorado Springs. La estatua fue financiada a través de donaciones a la Asociación William Jackson Palmer Memorial

Palmer llegó al Territorio de Colorado como topógrafo del Ferrocarril Kansas Pacific en busca de posibles rutas ferroviarias. El Dr. William Abraham Bell de Inglaterra también en esta tarea. : viii  : 110  El 31 de julio de 1871, Palmer y Bell fundaron Fountain Colony (más tarde Colorado Springs), río abajo de la ciudad de Colorado, presentada por la Colorado Springs Company ese año. : viii  : 8  Recibió este nombre por los manantiales encontrados a lo largo de Monument Creek ya en 1871. Posteriormente, se descubrieron cuatro manantiales de aguas ferruginosas a lo largo de Monument Creek en octubre de 1880.
También fundó la ciudad de Manitou (más tarde Manitou Springs) como una ciudad turística en la base del Pico Pikes. : 9900  Se gastó alrededor de un millón de dólares sobre la construcción de carreteras y el desarrollo de parques en Manitou Springs, Old Colorado City, Colorado Springs y Manitou Park. : 9901 
En Colorado Springs, Palmer proporcionó fondos para el Colorado College : 9901–9902  y en dos años, la ciudad ya tenía 1500 residentes, escuelas, iglesias, bancos y un periódico. Palmer donó terrenos para establecer el primer parque de la ciudad, Acacia, y parques adicionales: Parque Antlers, Parque Monument Valley, Parque del Cañón Norte de Cheyenne, Parque Palmer, Parque Pioneer Square (South Park), Lago Prospect y Parque Bear Creek Cañón. Donó un total de 1270 acres (514 ha) de tierra, de los que algunos se usaron para itinerarios panorámicos, caminos arbolados y senderos para recorrer a pie y a caballo. Palmer también proporcionó la tierra y los fondos para la Escuela para Sordos y Ciegos de Colorado, un sanatorio para tuberculosis y varias bibliotecas. Con la tierra que donó para parques, iglesias, bibliotecas, hospitales y escuelas, aportó un total de 1638 acres (663 ha). También fundó el periódico la Gaceta de Colorado Springs.
En 1883, construyó el Hotel Antlers. Cuando se incendió en 1898, lo reconstruyó con arquitectura de estilo renacentista italiano. [alfa inferior 4] En 1901, honró a Zebulon Montgomery Pike con una estatua de mármol colocada cerca de la entrada principal del hotel. En 1904, localizó un manantial de aguas minerales que había sido utilizado por la compañía de los Ferrocarriles de Denver y Río Grande en 1871, pero estaba cubierto de arena por las inundaciones a lo largo de Monument Creek; y ordenó a los ingenieros que instalaran una bóveda de hormigón para mantener la pureza del agua del manantial y una bomba manual para sacar agua. Anunció su intención de construir un pabellón y nombrar el manantial en honor a la guía india de Zebulon Pike, "Rising Moose", conocida por muchos nombres, incluido el de Tahama.
Palmer fundó otras ciudades a lo largo de sus líneas de ferrocarril, como Salida, Alamosa y Durango.

## Compañía de Carbón y Hierro de Colorado
Palmer imaginó "un complejo industrial integrado basado en la fabricación de acero" en el que todos los recursos necesarios estaban controlados por una empresa. En 1880, construyó la acería de la Compañía de Carbón y Hierro de Colorado (CC&I) al sur de Pueblo y estableció la ciudad de Bessemer (ahora integrada en Pueblo). La factoría de Minnequa se convirtió en una de las mayores plantas de hierro y acero del país. Su sueño se hizo realidad para sus sucesores cuando, en 1892, CC&I se fusionó con la Colorado Fuel Company para formar Colorado Combustible y Hierro. : 9900 

## Vida personal
A lo largo de su vida, Palmer fue miembro del Denver Club, el Colorado Springs Country Club, El Paso Country Club, City Midday Club (Nueva York) y el Metropolitan Club (Nueva York). : 8 Construyó y abrió el Hotel General Palmer en Durango, Colorado en 1898. Como uno de los padres fundadores de Durango, su elegancia reflejaba su estilo. Sigue siendo hoy como el único hotel de 4 diamantes AAA en el suroeste de Colorado. 

### Matrimonio

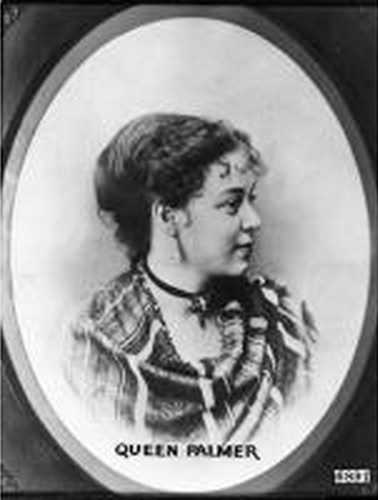
Mary Lincoln (Queen) Mellen Palmer, esposa de William Jackson Palmer

Palmer conoció a Mary Lincoln (Queen) Mellen en abril de 1869 mientras ella y su padre, William Proctor Mellen, en un tren que regresaba de un viaje para ver el Oeste. : 69, 116–117  Se casaron el 7 de noviembre de 1870 en Flushing, Nueva York, donde vivía la familia Mellen en ese momento. Pasaron su luna de miel en Europa. : 71  Tenían tres hijas, Elsie, Dorothy y Marjory.

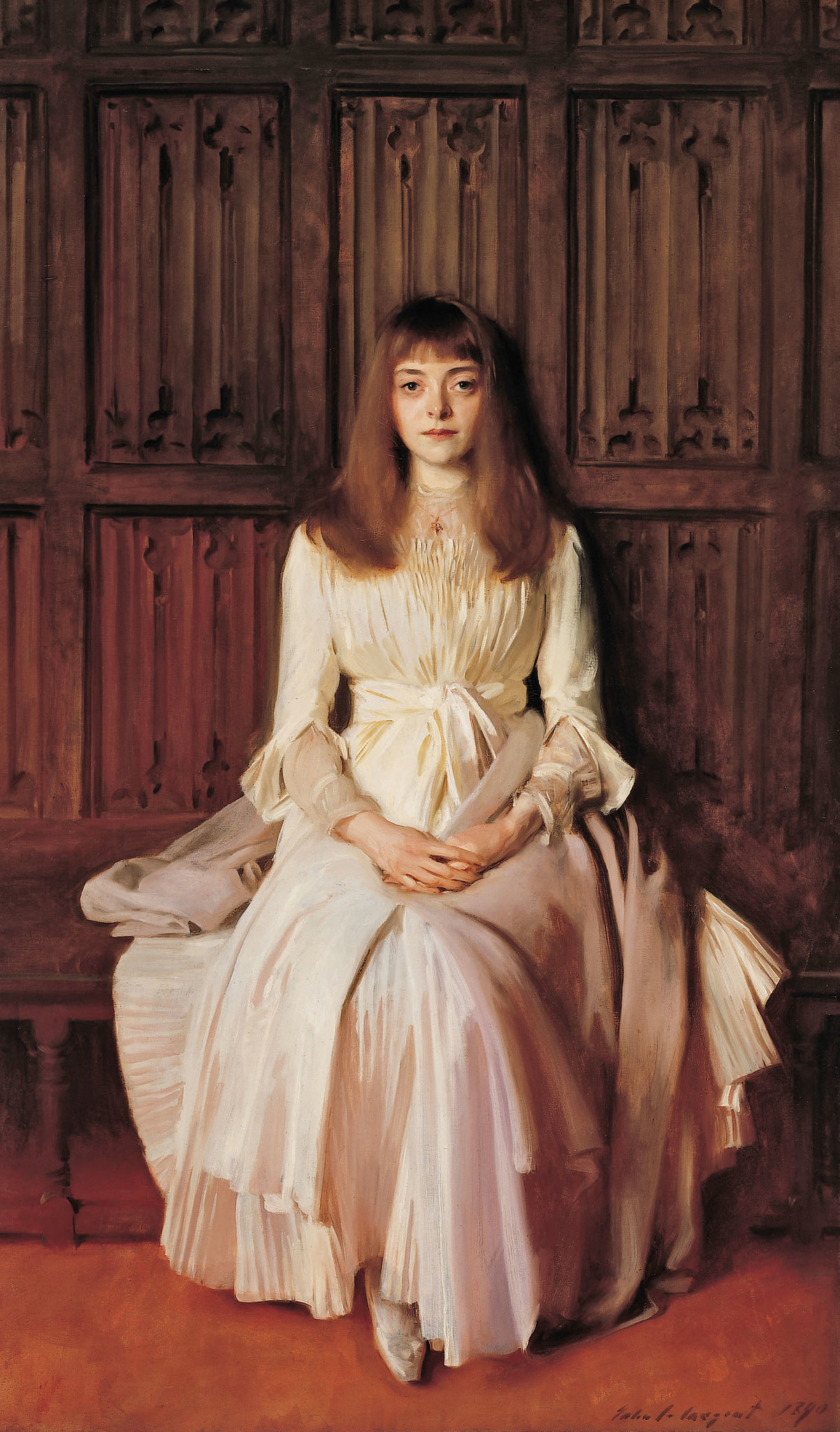
Miss Elsie Palmer, John Singer Sargent, pintada en Ightham 1889-90

Palmer construyó una casa que finalmente se convertiría en el Castillo Glen Eyrie de estilo escocés para el "Nido del Valle del Águila", en 1871 cerca de Colorado Springs, como hogar para su esposa y su familia. : 9901  : 215, 221  Mientras vivían allí, Queen fue maestra en la primera escuela de Colorado Springs. En 1903, se amplió la residencia de los Palmer al castillo más grande de estilo Tudor que es hoy. 

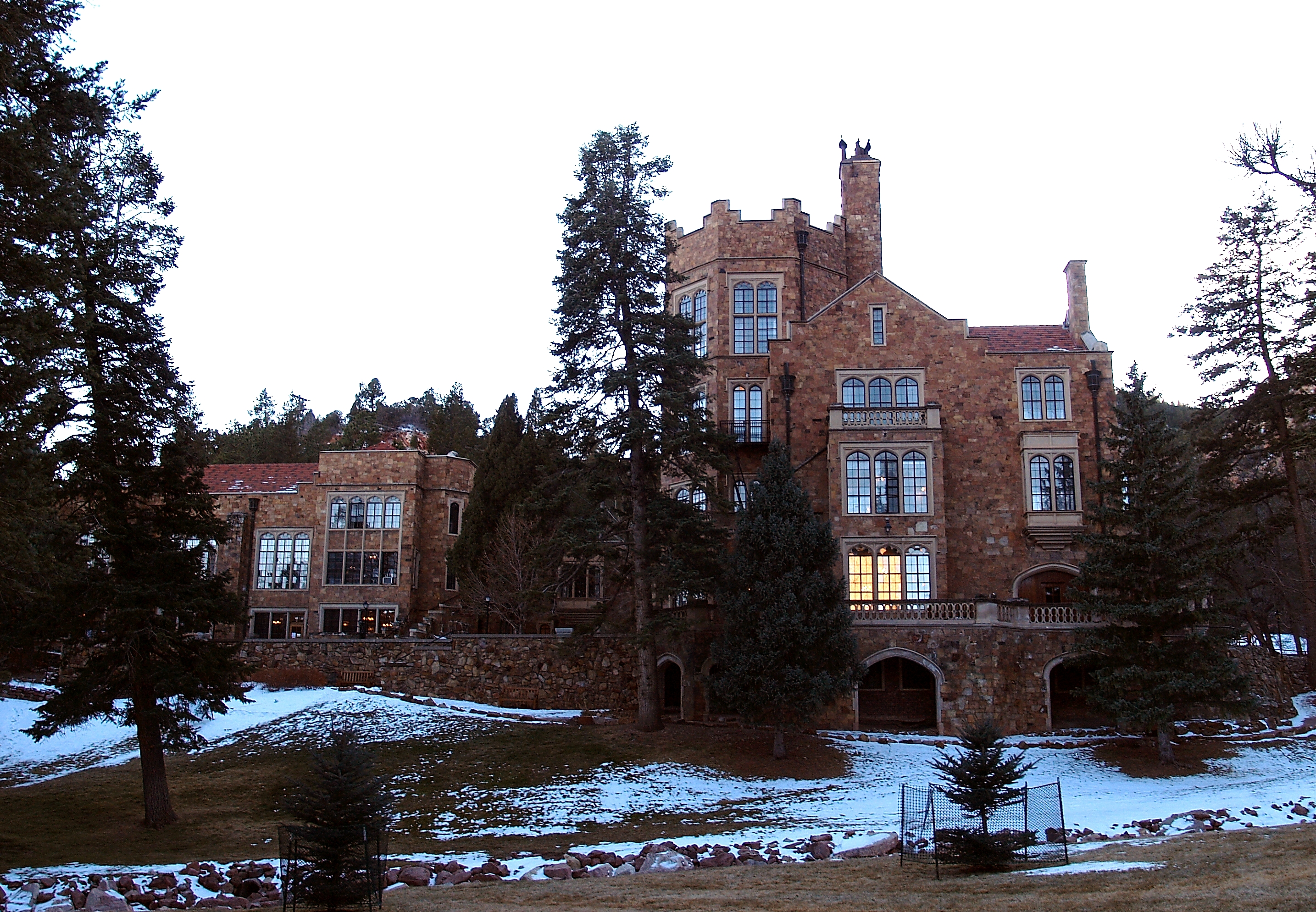
Glen Eyrie, Colorado Springs

Palmer tenía apartamentos en Londres y Nueva York, un castillo cerca de la Ciudad de México y propiedades en todo Colorado. : 75  Los Palmer viajaban frecuentemente con sus hijos e institutrices a Nueva York y Londres para los negocios de William y vivían a tiempo parcial en Glen Eyrie, en Colorado. : 75 
Queen tenía una salud frágil, posiblemente agravada por vivir a gran altura. Mientras estaba embarazada de su segunda hija Dorothy en 1880, sufrió un ataque al corazón en Leadville durante unas vacaciones. Dorothy nació unas semanas más tarde en Glen Eyrie. Entonces, su tercera hija, Marjorie, nació en Inglaterra. Dos criadas y un médico los acompañaron en el viaje. : 75  Durante los siguientes cuatro años, Queen a menudo vivía en la costa este o Inglaterra, con visitas de Palmer. En 1885, dejó Glen Eyrie permanentemente, debido a sus problemas de salud, y al necesitar vivir a una altitud más baja, regresó a su hogar en Inglaterra. Alrededor de 1887, Queen comenzó a alquilar Ightham Mote en Kent, donde vivió durante 3 años. : 75  William y Queen fueron de vacaciones a Francia e Italia en la primavera de 1889. Después de otros ataques cardíacos que impidieron el regreso a Colorado, Queen murió en Inglaterra el 27 de diciembre de 1894, a la edad de 44 años. : 78 

### Jubilación

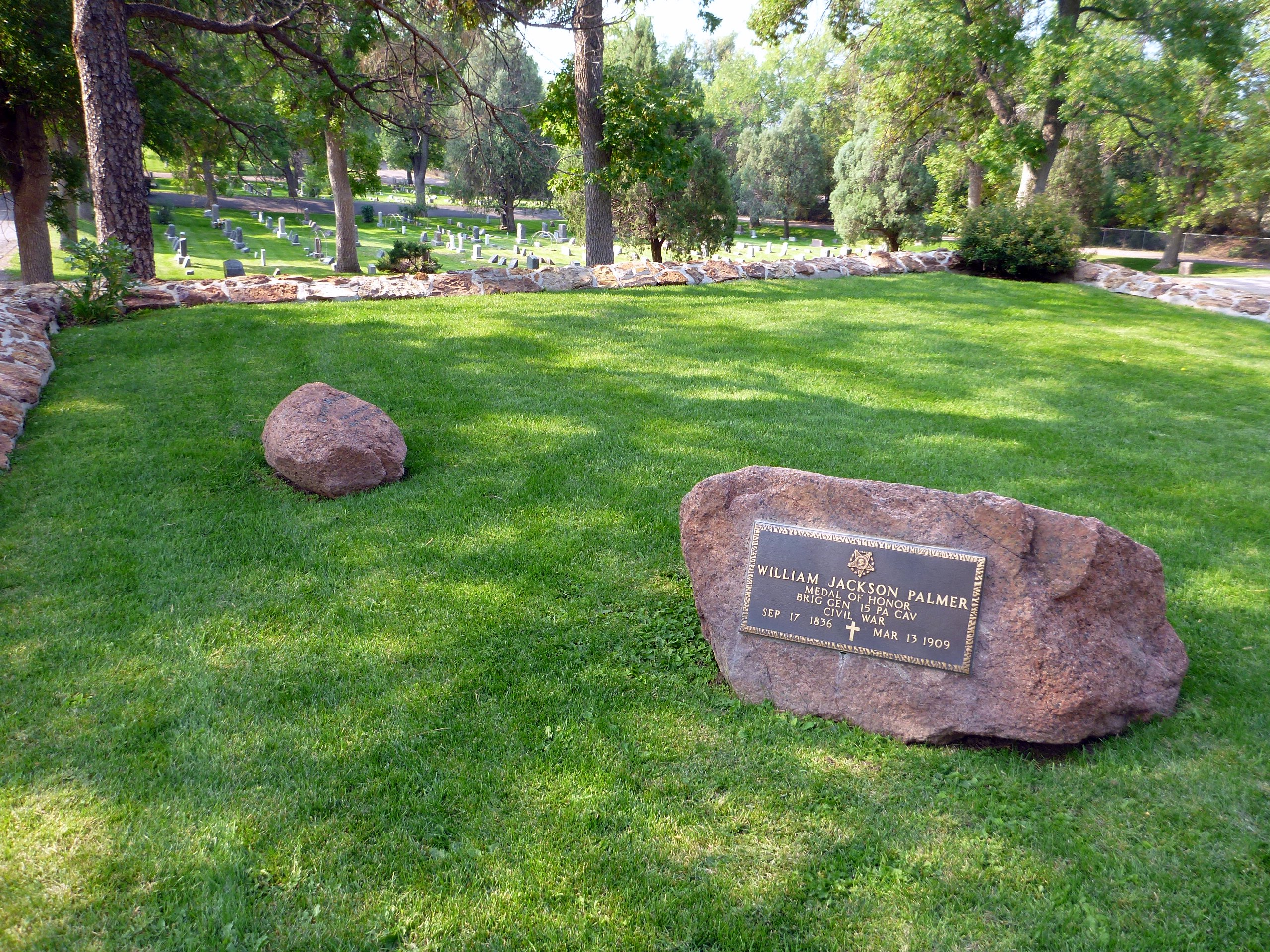
La tumba de William Jackson Palmer, cementerio Evergreen, Colorado Springs, Colorado

Cuando Palmer se retiró del negocio, se dedicó a los esfuerzos filantrópicos, regalando 4 millones de dólares ( NaN ). En el otoño de 1906, sufrió una caída de un caballo y quedó parcialmente paralizado : 9902  y confinado a una silla de ruedas. Tenía una lesión incompleta de la médula espinal C6, lo que lo habría paralizado del cuello para abajo, convirtiéndolo en un cuadraplégico.
Incapaz de viajar, recibió a los veteranos de su 15 Regimiento de Voluntarios de Pensilvania para su reunión anual en agosto de 1907 en Glen Eyrie. Fletó un tren especial y pagó los gastos del viaje de 208 de los aproximadamente 260 veteranos supervivientes. : 9902  La señora J. A. Hayes, la esposa de un prominente banquero de Colorado Springs e hija de Jefferson Davis, fue una invitada de honor a la reunión. : 9902–9903 
William Jackson Palmer murió el 13 de marzo de 1909 a la edad de 72 años. : 78  El día de su muerte, escuelas, negocios y trenes se detuvieron y ondearon banderas a media asta en Colorado Springs. El alcalde dijo que Palmer era "el soldado, el constructor de un imperio, el filántropo, el amigo del pueblo, cuya vida fue una bendición". El periodista de la Gaceta Dave Phillips dijo que era "un ardiente pacifista, humanitario y defensor de la preservación de las tierras silvestres en un momento en que la conservación era casi desconocida". Sus cenizas y las de Queen están enterradas en el cementerio Evergreen en Colorado Springs, Colorado. : 78 

## Legado
- Palmer hizo importantes donaciones a la Universidad de Hampton en Virginia, una universidad construida después del final de la Guerra Civil para los afroamericanos, y Palmer Hall fue nombrado en su honor.[24]
- Palmer fue el otorgante de tierras de varias instituciones en Colorado Springs, incluyendo el Hogar de Impresoras de la Unión (Unión Tipográfica Internacional), la Escuela para Sordos y Ciegos de Colorado, varias iglesias en el centro de Colorado Springs y el Sanatorio Cragmor, un sanatorio contra la tuberculosis que más tarde fue refundado en 1965 como la Universidad de Colorado Colorado Springs (UCCS). Véase también: Tratamiento de la tuberculosis en Colorado Springs
- Proporcionó tierras y fondos para la creación del Colorado College y fue uno de sus administradores fundadores.[1] : 9901  Palmer Hall, el principal edificio de ciencias sociales en el campus de Colorado College, lleva el nombre del General.[1] : 9902
- La Escuela Primaria Queen Palmer en Colorado Springs lleva el nombre en honor de la esposa de Palmer, Mary (Queen) Mellen Palmer; La escuela secundaria general William J. Palmer en el centro de Colorado Springs y la escuela secundaria Lewis-Palmer en el cercano monumento llevan el nombre del propio general
- Divisoria Palmer, un elemento geográfico al norte de Colorado Springs, y la comunidad de Palmer Lake, Colorado, llevan su nombre, al igual que el Parque Palmer en Colorado Springs
- En 1952, Paramount Pictures lanzó la película Denver and Rio Grande, una dramatización ficticia sobre la construcción del ferrocarril durante la "Guerra de la Garganta Real", utilizando material de investigación proporcionado por el ferrocarril. Palmer es interpretado por Dean Jagger.
- Fundó el Hotel General Palmer en 1898, originalmente el Hotel Palace, en Durango Colorado, donde todavía está en funcionamiento.[25]
- En 1962, fue incluido en el Salón de los Grandes del Oeste del Museo Nacional del Vaquero y del Patrimonio del Oeste.[26]

## Medalla de Honor
El coronel William J. Palmer del 15 de Caballería de Pensilvania recibió la Medalla de Honor el 24 de febrero de 1894 por su servicio en Red Hill, Alabama, el 14 de enero de 1865: "Con menos de 200 hombres, atacó y derrotó a una fuerza superior del enemigo, capturando su pieza de campo y unos 100 prisioneros sin perder a un hombre ".

 

La medalla está en exhibición permanente en el Museo del Pionero de Colorado Springs. : 53 

## Lecturas relacionadas
- John Stirling Fischer (1939). A Builder of the West: The Life of William Jackson Palmer. Caldwell, Idaho: Caxton Printers.